# I Have a Pony
I Have a Pony es el álbum de comedia con el que debutó el comediante estadounidense Steven Wright, lanzado en 1985. Fue grabado en Wolfgang's en San Francisco y Park West en Chicago. I have a pony dura 40 minutos y se compone enteramente del estilo típico de Wright de bromas de una sola línea .
A pesar de su larga carrera, fue el único lanzamiento de su álbum en muchos años: "Cuando hice ese álbum, noté que el material que contenía se hizo tan conocido que ya no podía interpretarlo". El 25 de septiembre de 2007, casi 22 años después, Wright lanzó una continuación titulada I Still Have a Pony (un lanzamiento en CD del material de When The Leaves Blow Away ).
El álbum alcanzó el puesto 194 en el Billboard 200 . Fue nominado para el premio Grammy al Mejor Álbum de Comedia en 1987.

## Listado de pista
1. "Introduction" - 4:14
2. "Ants" - 4:42
3. "Hitchhiking" - 2:13
4. "Ice" - 2:28
5. "Dog Stay" - 3:27
6. "Rachel" - 4:50
7. "7's and the Museum" - 4:01
8. "Water" - 3:06
9. "Jiggs Casey" - 3:03
10. "Cross Country" - 2:15
11. "Book Store" - 1:25
12. "Winny" - 1:28
13. "Apt." - 2:08
14. "Babies and Skiing" - 2:22